# Ozun, Covasna
Ozun (în maghiară Uzon) este satul de reședință al comunei cu același nume din județul Covasna, Transilvania, România. Se află în Depresiunea Brașovului, pe Râul Negru.

## Așezare
Localitatea Ozun este situată în partea sudică a județului, pe malul drept al râului Negru, la o altitudine de 515 m. și la o distanță de 9 km. de municipiul Sfântu Gheorghe. Satul este străbătut de DN11, Brașov-Bacău, tronson suprapus de E574.

## Scurt istoric
Prima atestare documentară datează din anul 1332, dar săpăturile arheologice făcute în această zonă demonstrează existența umană încă din neolitic, aici descoperindu-se ceramică pictată de Cucuteni-Ariușd, ceramică pictată cu dungi aparținând culturii Coțofeni dar și o urnă ceramică Hallstattiană.
Cu ocazia cercetărilor aheologice făcute în anul 1976 pe malul drept al răului Negru în locul numit "La Bălți", s-au găsit mai multe fragmente ceramice de borcane lucrate cu mâna decorate cu brâuri în relief și butoni cilindrici și vase pentru provizii aparținând ultimelor două secole a Daciei preromane. Pe malul stâng al râului Negru, pe o terasă denumită de localnici "Spatele Tulgheșului" (Tőlgyhát) s-au descoperit morminte de incinerație ce conțineau ceramică atribuită culturii Noua.
Pe parcursul timpului localitatea a avut mai multe denumiri istorice, astfel: 1332-Saurdos de Wzon, 1335-Uzon, 1567-Wzon, 1642-Úzon, 1760-Ozon, 1854-Uzon.
Începând cu anul 1876, satul Ozun a aparținut de Comitatul Trei Scaune din Regatul Ungariei, apartenență ce se va încheia în anul 1920, odată cu semnarea Tratatului de la Trianon, tratat ce avea să stabilească granițele Ungariei cu vecinii săi. În periaoada interbelică localitatea face parte din teritoriul județului Trei Scaune.
Odată cu reorganizarea teritorială a României din anul 1950, după modelul sovietic, localitatea va aparține de raionul Sfântu Gheorghe, regiunea Brașov, iar din anul 1968, după desființarea Regiunii Autonome Maghiare, de actualul județ Covasna.

## Monumente istorice[3]
- Biserica reformată (secolul al XVII-lea)
- Castelul Béldy-Mikes (1755)
- Conacul Pünkösti (1810)
- Conacul Temesvári (secolul al XIX-lea)
- Conacul Ujvárosy-Agoston (1810 - 1825)
- Fosta Cazarmă a Husarilor (secolul al XVIII-lea)

## Personalități
- Mátyás Béldi (1707-1804), poet
- Lajos Erdély (1882-1968), scriitor

## Imagini

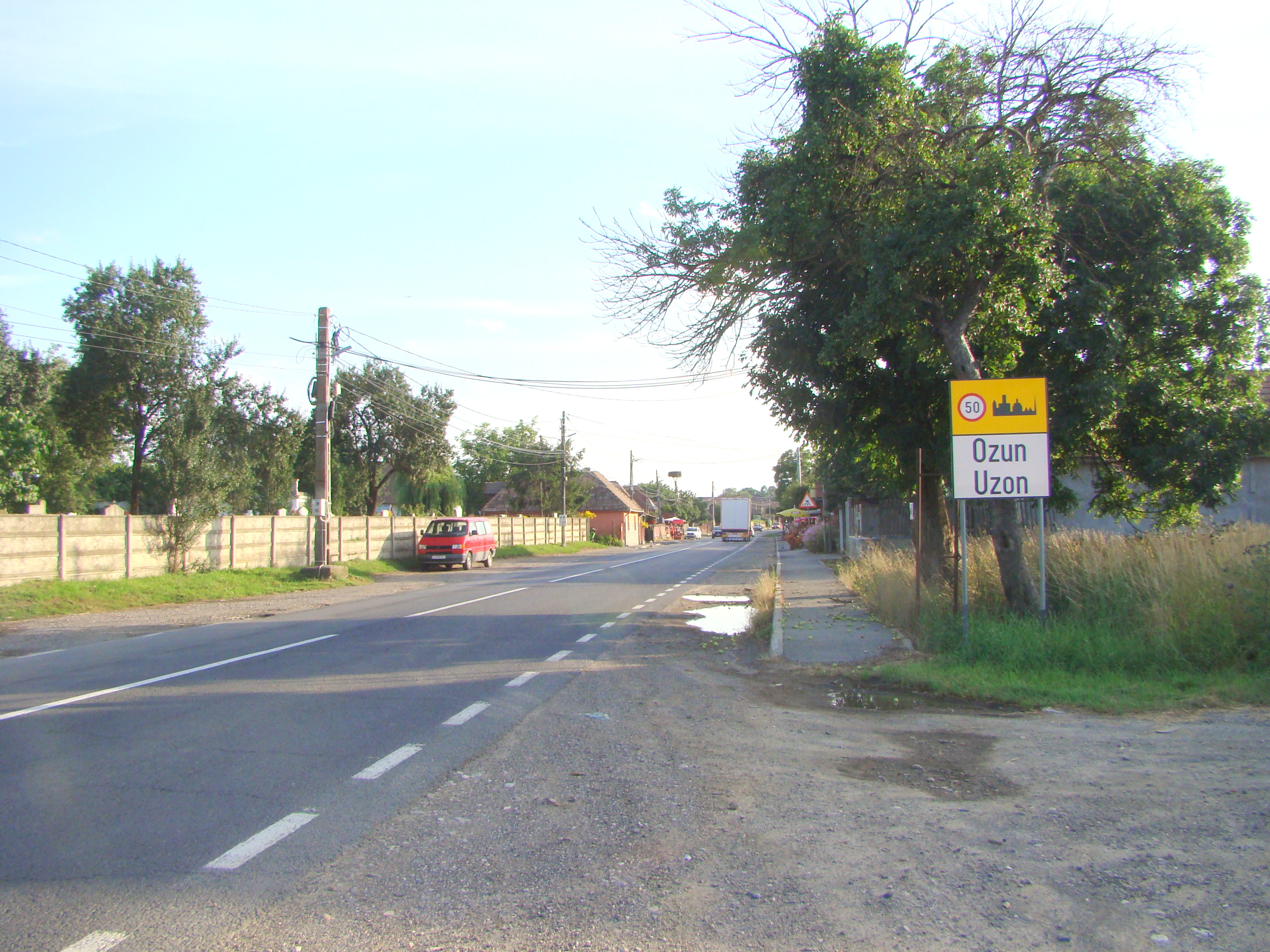
Intrarea în localitate
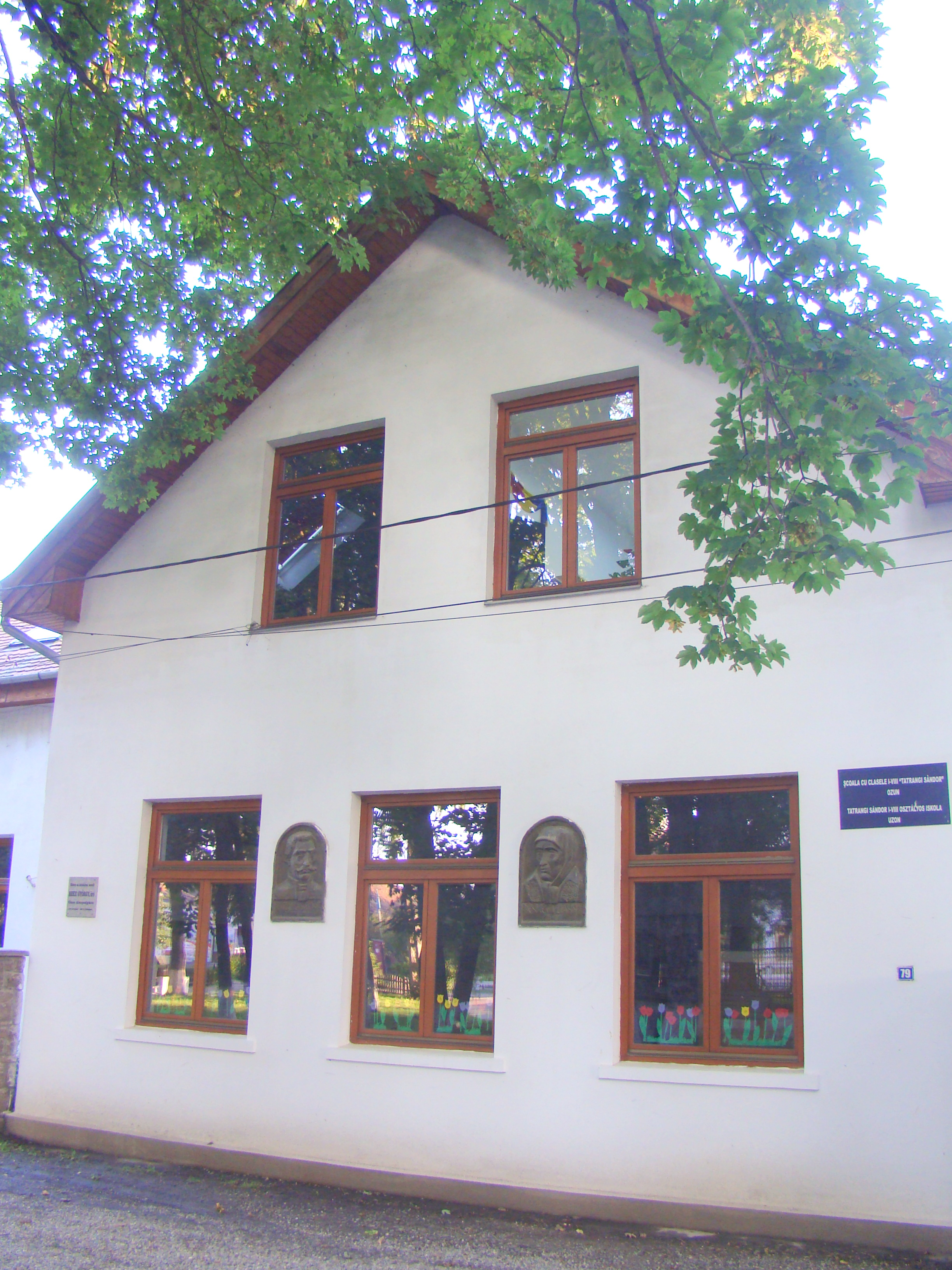
Şcoala
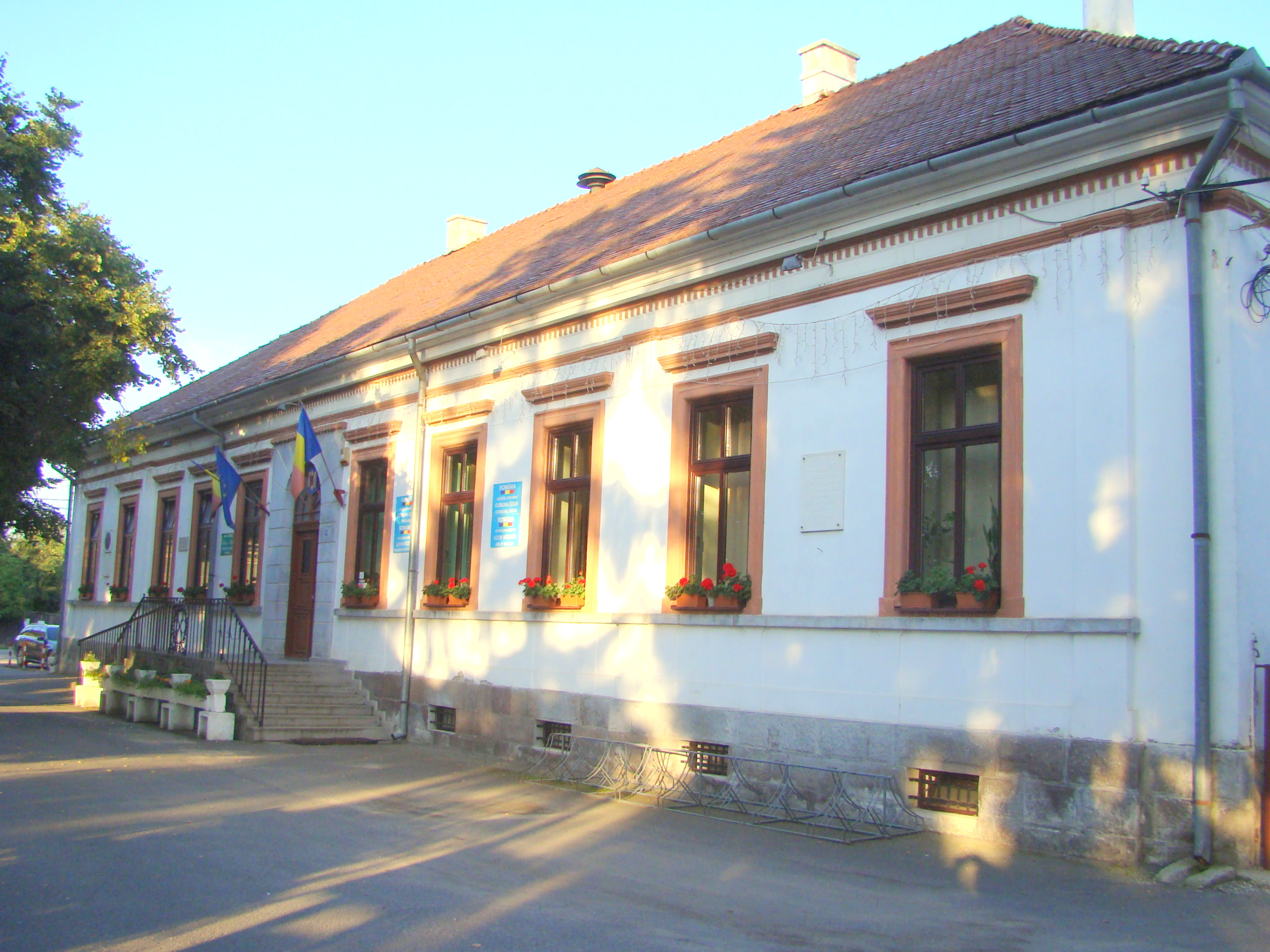
Primăria
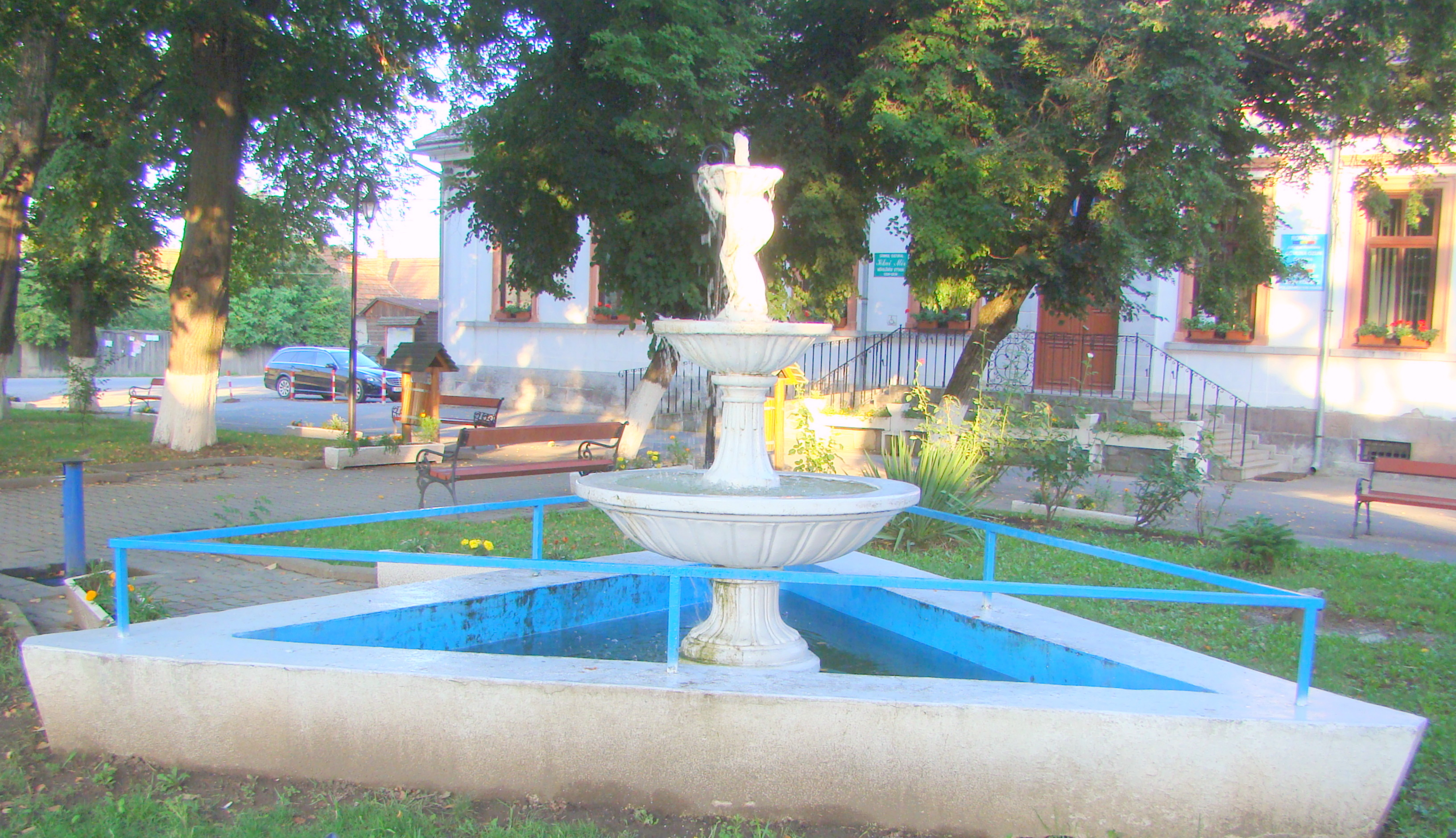
Parcul
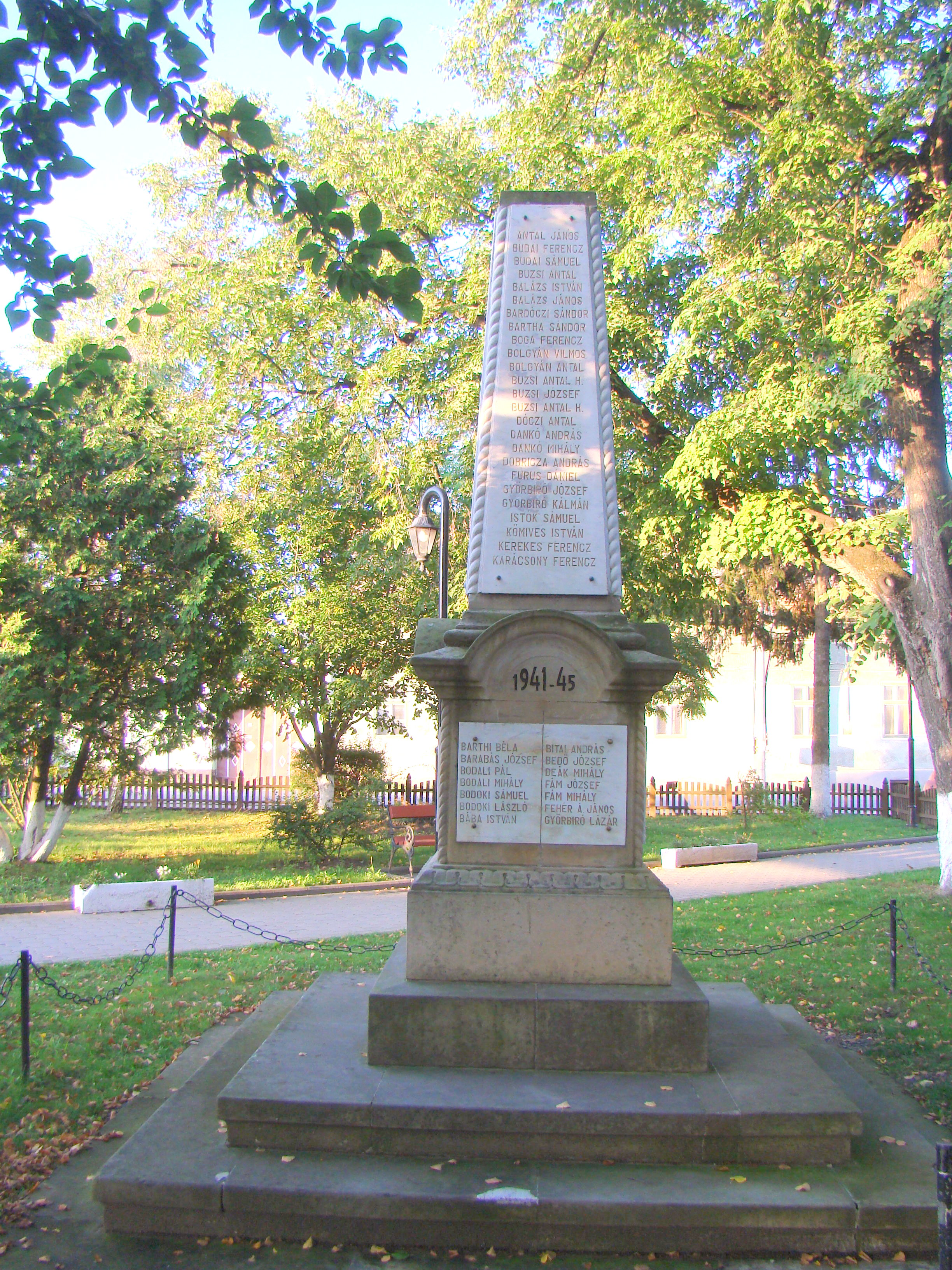
Monumentul eroilor
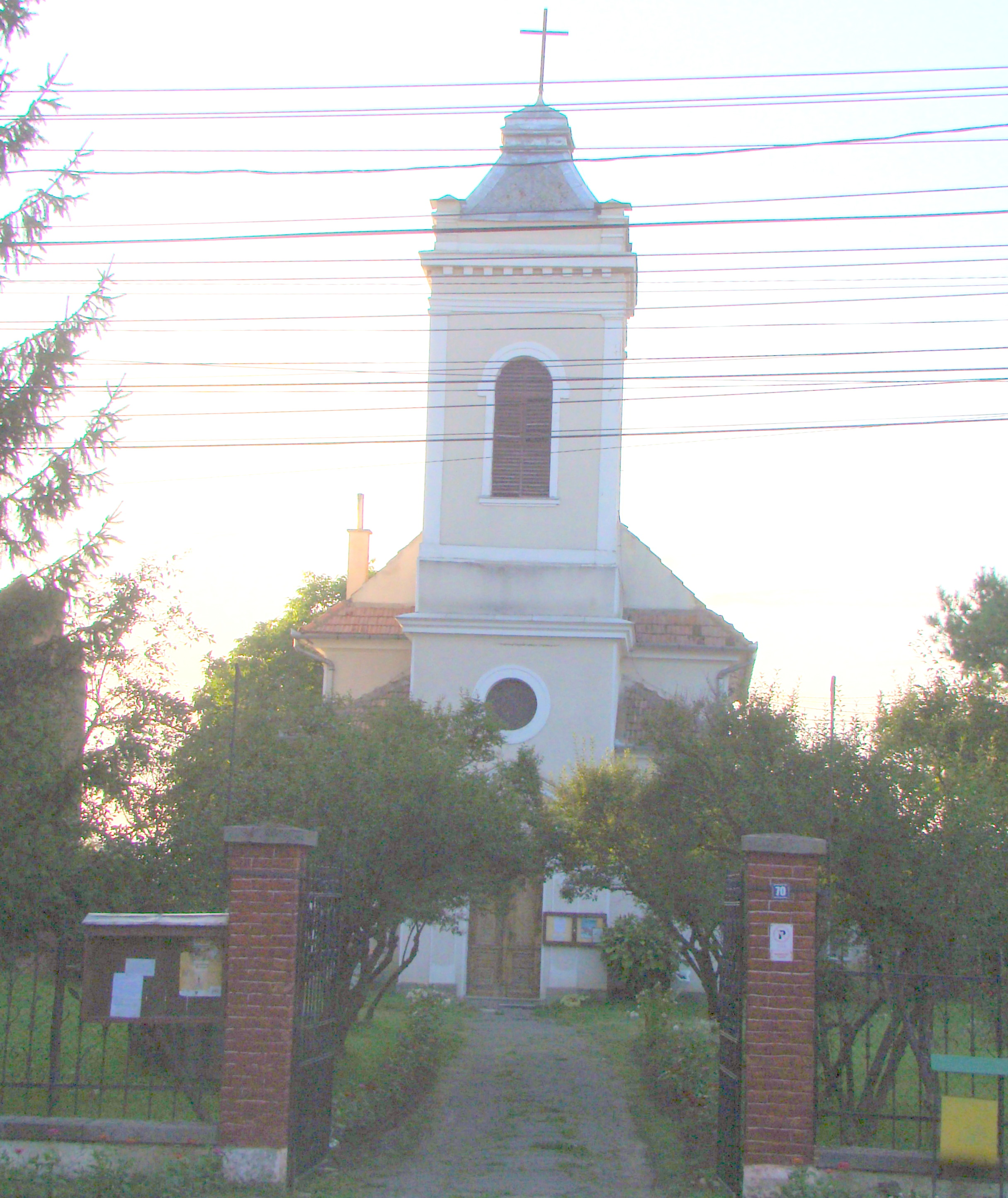
Biserica romano-catolică
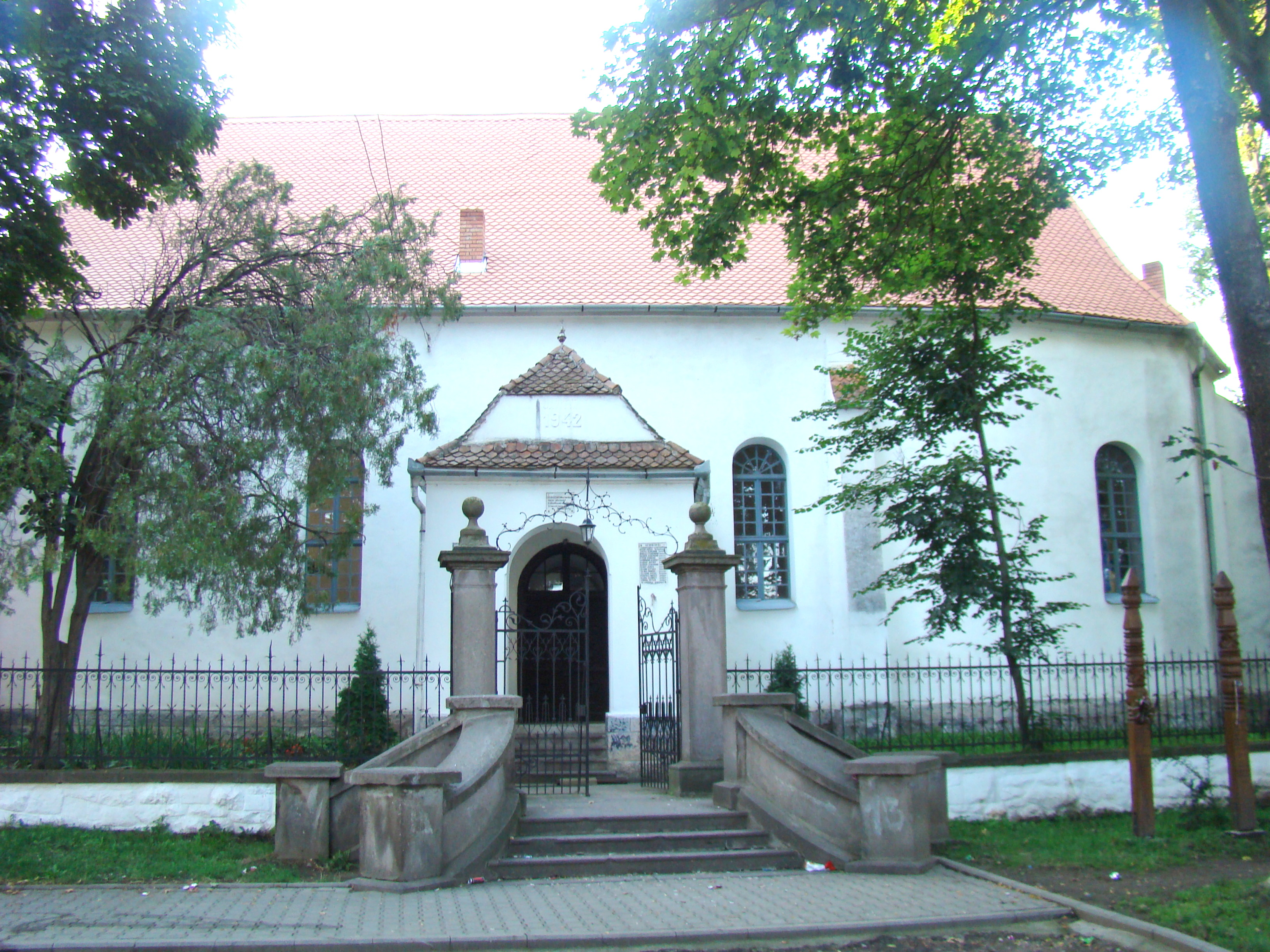
Biserica reformată (monument istoric)
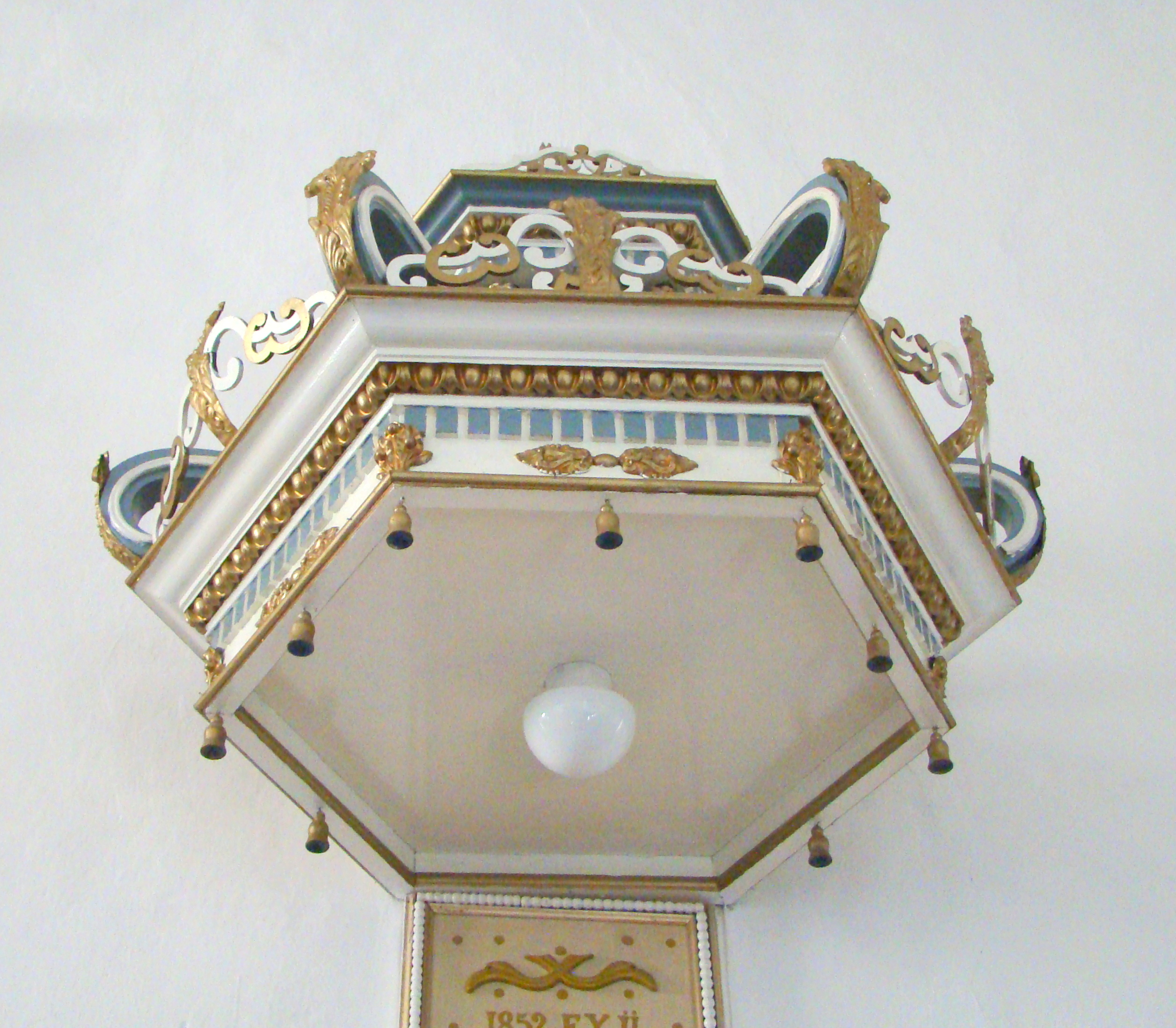
Coronamentul amvonului
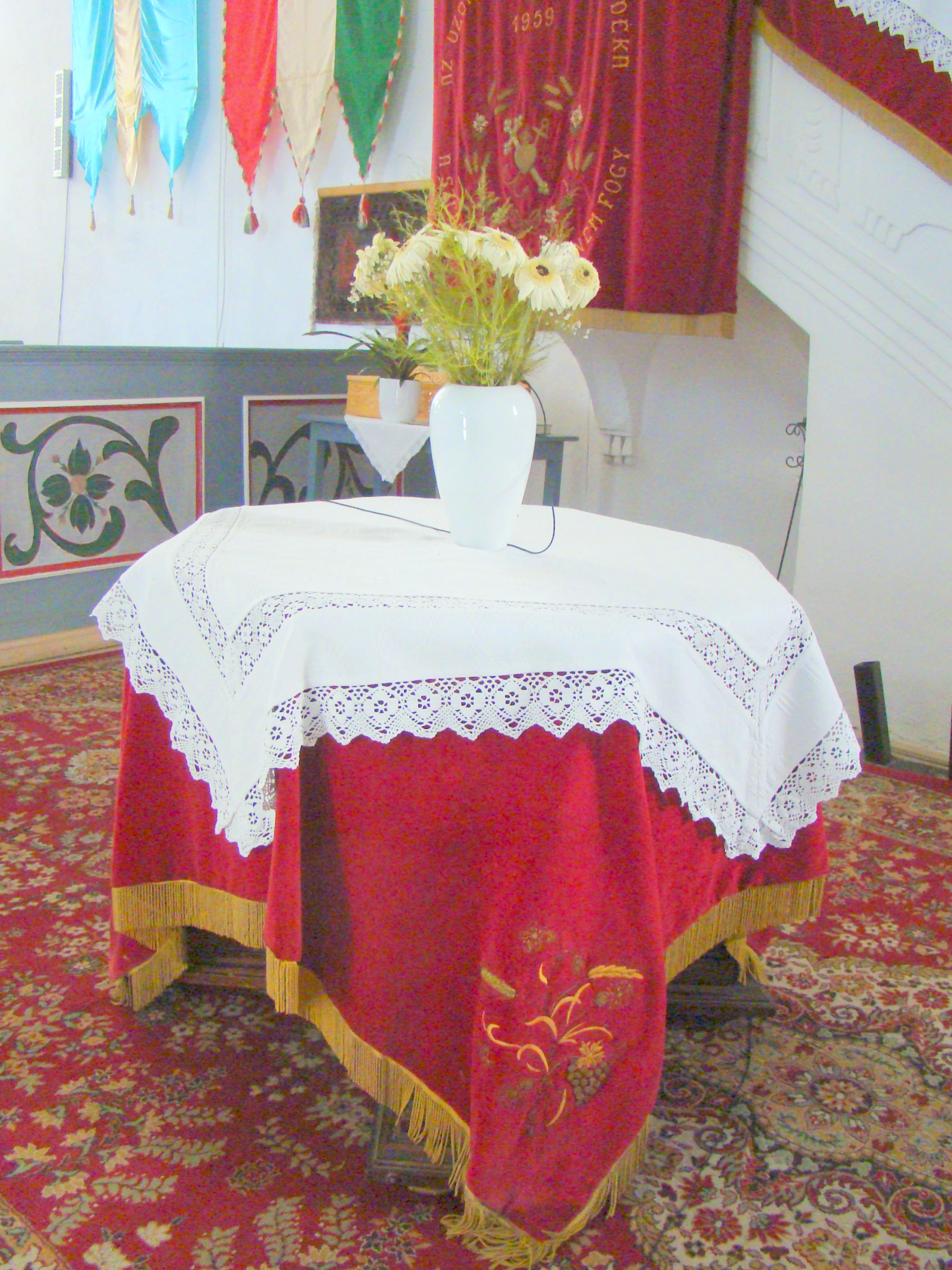
Masa Domnului
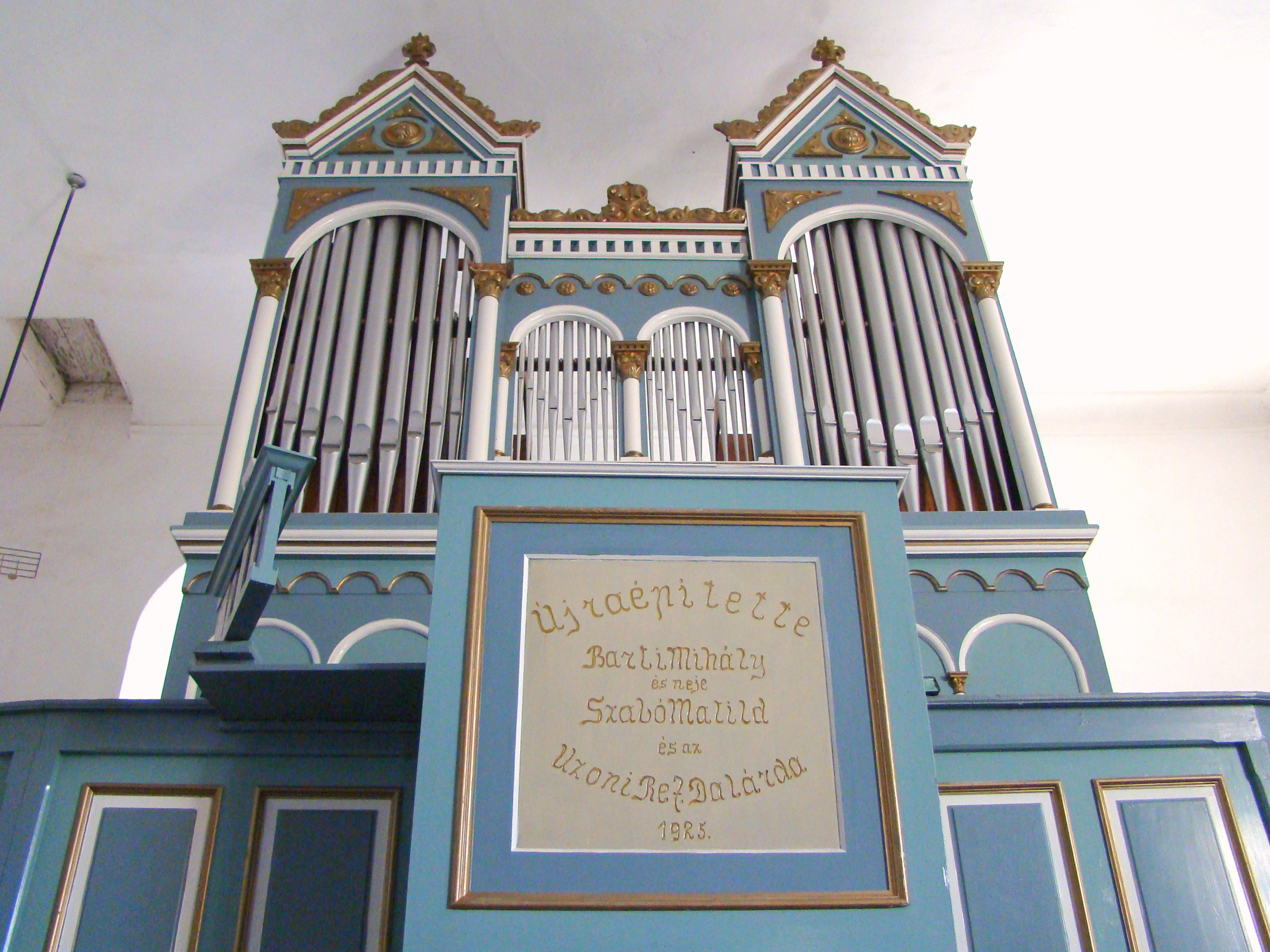
Orga bisericii